# 總督 (殖民地官職)
總督（西班牙語：virrey，又译副王）是西方國家君主在殖民地或行省代理人的官職或稱號。在構詞法中，由拉丁文前綴詞「vice-」（副）與法語詞「roi」（王）構成，意思為「副王」。在中文和越南文中一般意譯為「總督」，但亦直譯為「副王」，在日文和韓文中則直接翻譯為「副王」。

## 西班牙
總督頭銜最初由阿拉貢王國使用，14世紀時是用來指撒丁尼亞和科西嘉的統治者。

### 歐洲
在歐洲，哈布斯堡王室任命了阿拉貢、瓦倫西亞、加泰隆尼亞、納瓦拉、葡萄牙、薩丁尼亞、西西里和那不勒斯等領地的總督。波旁王朝入主西班牙後，阿拉貢總督一職被廢止，而短暫地改由指派都督取代。西班牙王位繼承戰後，西班牙君主不再領有其義大利的屬地。而這些義大利領地，在奧地利的哈布斯堡家族入主後，依然保留總督一職直到1848年。

### 新大陸
發現美洲大陸後，西班牙最初委任征服者進行統治。最初的統治者是如同封建君王般的世襲制度，但是在了解到新大陸的重要性後，西班牙開始逐步奪回征服者的權力，並設立王室直屬的統治機構。西班牙先後設置新西班牙總督區與秘魯總督區，新西班牙首府設在墨西哥城，管轄北美洲、中美洲、加勒比海和菲律賓；秘魯首府設在利馬，管轄南美洲。
從16世紀到17世紀，總督通常從西班牙上流貴族中挑選。到了18世紀，也開始從具有啟蒙思想的小貴族和中産階級中挑選。但原則上還是只任用半島人，殖民地歷史上一百多名的總督中，只有不到5名是克里奧人。。
總督在其轄區內可行使最高權力。在接近首府的地區擁有行政、軍事、司法、財政等權力，以及下級官員的任命權。但是在距離首府遙遠的地區，只有巡察般的權力。。

#### 新大陸總督區的行政劃分
在新大陸的重要官職和機關有：總督、都督（西班牙語：Capitania General）、皇家審問院（西班牙語：Real Audiencia）這三個。都督在組織上是在總督之下，實質上與總督的權力相差不遠，都督府統治著總督區中的廣大領地。審問院的主席（經常由都督兼任）也有同樣的權限，然而一般來說，總督還是保有軍事上的最高權力。。
總督區底下有王國（西班牙語：Reino）、都督府兩種、而幾乎每個這些行政區都會設置一個審問院。這些行政區的底下則是州（西班牙語：Gobierno）和省（西班牙語：Provincia）。再往下是市（西班牙語：Alcaldía Mayor）和區（西班牙語：Corregimiento），最下面則是參事會（西班牙語：Cabildo）。18世紀的波旁改革將代官制導入，區以下的地方自治體被全部廢止。

## 葡萄牙

### 巴西
1640年，伊比利亞聯盟解體之後，巴西殖民地擁有貴族身份的一些總督開始使用此頭銜。1763年，當巴西邦（Estado do Brasil）的首都由薩爾瓦多改為里約熱內盧時，巴西成為永久的總督區。

## 英屬印度
當印度尚被英國控制時，因名義上是自治领，而非皇家殖民地，英國國王以印度皇帝名義，根據英國政府建議，任命印度副王和總督，代其治理印度，直至1947年印巴分治，職位被廢，另立印度聯邦總督和巴基斯坦總督，以分別管治兩個自治領為止。

## 現存的總督

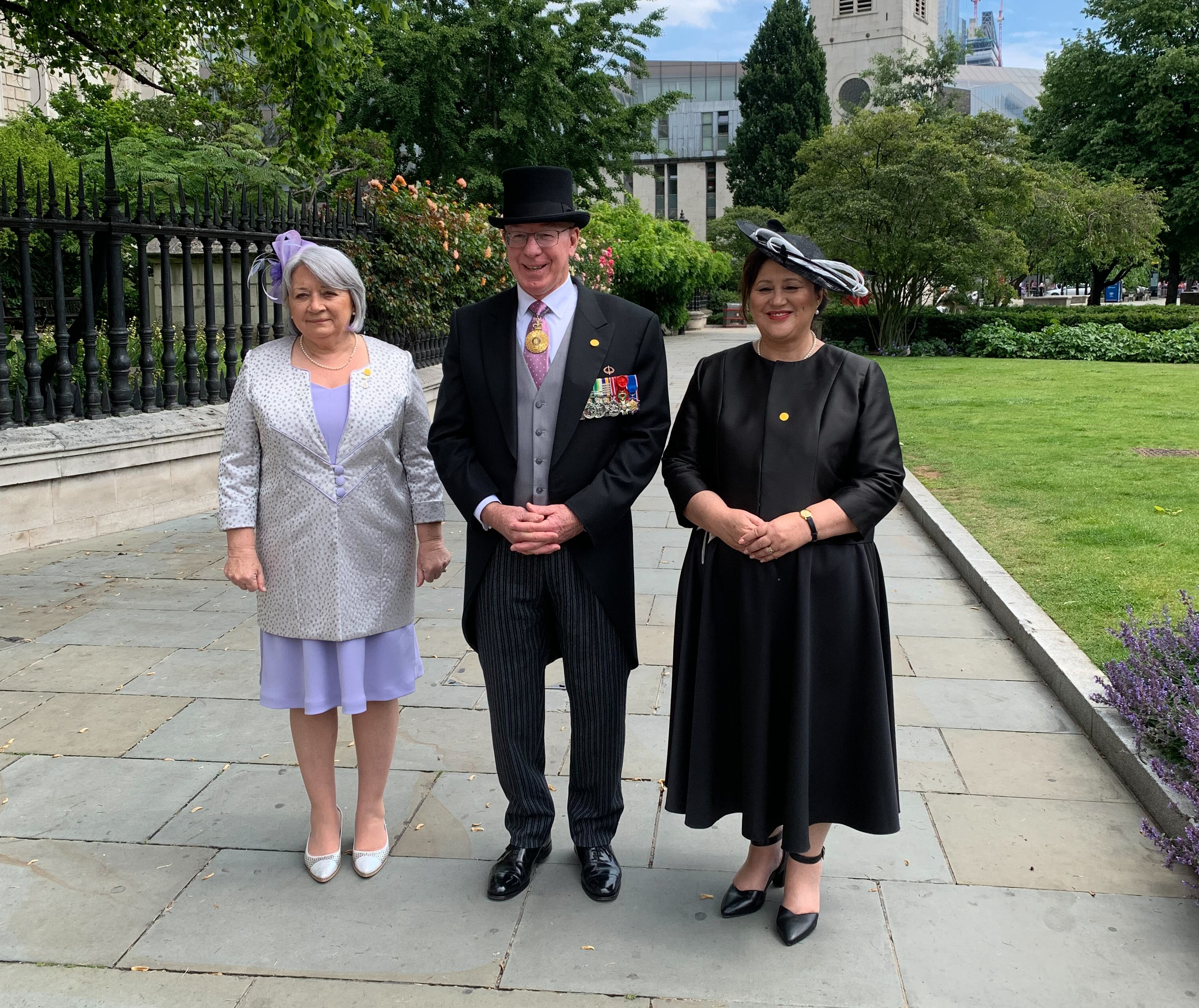
加拿大總督瑪麗·梅·西蒙（左）、澳洲總督大衛·赫利（中）和紐西蘭總督辛迪·基羅（右）是當時在位之女王伊莉莎白二世分別在這三國的代表。攝於2022年在倫敦的伊莉莎白二世登基白金禧紀念活動。

- 英聯邦王國：除英國外的各主權國皆設總督，英語為Governor-General
  - 英國海外領土：各地總督之英語皆為Governor
    -  安圭拉總督
    -  百慕大總督
    -  英属维尔京群岛總督
    -  开曼群岛總督
    -  福克兰群岛總督
    -  直布罗陀總督
    -  蒙特塞拉特總督
    - 圣赫勒拿、阿森松和特里斯坦-达库尼亚總督
    -  特克斯和凯科斯群岛總督

  -  加拿大總督，另於各省設省督（Lieutenant Governor）：
    -  亞伯達省督
    -  不列顛哥倫比亞省督
    -  緬尼托巴省督
    -  纽芬兰与拉布拉多省督
    -  新不伦瑞克省督
    -  新斯科舍省督
    -  安大略省督
    -  愛德華王子島省督
    -  魁北克省督
    -  萨克其萬省督

  -  澳大利亚總督，另於各州設州督（Governor）：
    -  新南威爾士總督
    -  昆士蘭總督
    -  南澳大利亚总督
    -  塔斯馬尼亞總督
    -  維多利亞總督
    -  西澳大利亚總督

  -  新西兰總督
  -  牙买加總督
  -  巴哈马總督
  -  格林纳达總督
  -  巴布亚新幾内亚總督
  -  所罗门群岛總督
  -  图瓦卢總督
  -  圣卢西亚總督
  -  圣文森特和格林纳丁斯總督
  -  伯利兹總督
  -  安提瓜和巴布达總督
  -  圣基茨和尼维斯總督

- 荷蘭王國：位於加勒比海的三個構成國設總督（Governor）一職，作為國王代表
  -  阿魯巴總督
  -  古拉索總督
  -  荷屬聖馬丁總督

- 法國：法屬玻里尼西亞總督作為法國總統代表

### 引用
1. ↑  ラテン・アメリカを知る事典、p.337
2. ↑  ラテン・アメリカを知る事典、p.337-338
3. ↑  ラテン・アメリカを知る事典、p.475
4. ↑  ラテン・アメリカを知る事典、p.338
5. ↑  A. J. R. Russell-Wood,"The Portuguese empire, 1415–1808: a world on the move" （页面存档备份，存于）, p. 66, JHU Press, 1998, ISBN 0-8018-5955-7
6. ↑  Boris Fausto, "A concise history of Brazil" （页面存档备份，存于）, p.50, Cambridge University Press, 1999, ISBN 0-521-56526-X